# Парламент Чеченської Республіки Ічкерія
Парламент Чеченської Республіки Ічкерія (до 1994 — Чеченської Республіки (Нохчійчо) ) — вищий орган законодавчої влади республіки, сформований в 1991 році.

## Історія
27 жовтня 1991 року відбулися перші вибори президента та парламенту ЧРІ. У виборах взяли участь 458 144 воборці (72% із загального числа 638 608 осіб). Згідно офіційним заявам, 412 671 виборці (90,1 %) проголосувало за Дудаєва. На виборах були присутні спостерігачі із кількох країн (Грузія, Латвія, Литва, Естонія), а також представники неурядових організацій інших держав, які не знайшли серйозних порушень  під час виборів.
Противники Дудаєва виступили з протилежними твердженнями. Проросійські сили називають ці вибори інсценуванням. За поширеної ними інформацією, зокрема Андрієм Савєльєвим, у виборах брало участь не більше 10% виборців. 6 районів республіки, населення яких не прийняло запропонований порядок виборів, були виключені з участі у виборах. Місцеві ЗМІ перебували під жорстким контролем прихильників незалежності, які оголосили своїх супротивників «ворогами народу». Урни для голосування розташовувалися на одній з центральних площ Грозного, де проходив мітинг Загальнонаціонального конгресу чеченського народу. Російськомовне населення не брало участі в голосуванні. З 360 дільниць вибори реально проходили на 70. Тимчасова вища рада Чечено-Інгушської Республіки не визнала вибори президента і парламенту Ічкерії, а результати назвала сфабрикованими. Мітинг супротивників незалежності звернувся до керівництва Росії з проханням вжити заходів щодо стабілізації ситуації.
Перше засідання Парламенту Ічкерії відбулося 2 листопада 1991 . Парламент оголошувався найвищим органом законодавчої влади, який обирається громадянами на п'ять років. Вибори проводилися за мажоритарною системою. Парламент мав затверджувати Конституцію та закони, склад Кабінету міністрів, членів Конституційного, Верховного та Арбітражного суду, а також суддів міст та районів. Парламент також призначав Генерального прокурора та контролював роботу виконавчих органів влади . Парламент також ухвалив Конституцію Ічкерії, яка скасовувала дію Конституції Чечено-Інгуської АРСР. У 1996 і 1997 роках до Конституції ЧРІ вносилися зміни .
Президент Ічкерії Джохар Дудаєв з перших днів свого правління вжив низку заходів, які мали допомогти йому зосередити всю владу в республіці у своїх руках. Однією з підстав для подібних дій він називав загрозу російської агресії . 
15 квітня 1993 року на площі перед Президентським палацом розпочався мітинг супротивників Дудаєва. Ініціатором мітингу стали профспілки республіки, які висунули спочатку соціально-економічні вимоги. Але потім вимоги стали політичними . Учасники вимагали відставки президента та уряду, проведення нових виборів та підвищення ролі представницького органу влади . 17 квітня прихильникам Дудаєва вдалося витіснити учасників мітингу на Театральну площу .
Наприкінці квітня близько десятка депутатів парламенту Чеченської Республіки Ічкерія, серед яких були віцеспікер Ах'яд Ідігов та голова Вайнахської демократичної партії Зелімхан Яндарбієв, на знак підтримки Дудаєва вийшли зі складу Парламенту .
2 травня 1993 року головою Парламенту Ічкерії став лідер групи «Бак'о» (чеч. Справедливість) Юсуп Сосламбеков. Під його керівництвом парламентом було ухвалено рішення про усунення Дудаєва з посади прем'єр-міністра. Першому віцепрем'єру Ярагі Мамадаєву було доручено сформувати Уряд народної довіри .
17 квітня 1993 року Дудаєв оголосив про розпуск парламенту, Конституційного суду, Грозненських міських зборів, ввів у республіці пряме президентське правління і т. д. 5 червня відбувся штурм будівлі Грозненських міських зборів і розгін мітингу опозиції . Наприкінці червня 1993 року парламент відновив роботу, але Дудаєв заборонив їм займатися законодавством.

Розстановка сил у парламенті на 1998 рік

27 січня 1997 року відбулися вибори президента та парламенту ЧРІ. Президентом республіки був обраний Аслан Масхадов. До парламенту республіки балотувалися 766 кандидатів, які претендували на 63 депутатські крісла. Усього кілька депутатів змогли перемогти у першому турі. Для укомплектування депутатського корпусу потрібен другий тур, який призначили на 16 лютого. Було визнано обраними 44 депутати. Решту депутатів обрали пізніше .
5 вересня 2003 року Парламент ЧРІ оголосив про імпічмент президенту Аслану Масхадову. Підставою для такого рішення голова парламенту Іса Теміров назвав численні порушення Масхадовим Конституції ЧРІ та незаконне запровадження ним шаріатського правління. За словами Темірова, усунення Масхадова є єдиним засобом стабілізації ситуації у республіці .
6 жовтня 2007 року президент ЧРІ Доку Умаров і проголосив ліквідацію Ічкерії та утворення Кавказького емірату. Підставою для такого рішення Умаровим було названо «безумовний обов'язок мусульман перед Аллахом встановити на підконтрольних територіях Закон Аллаха — шаріат» . Заява призвела до розколу. Ахмед Закаєв заявив, що сам його телефонним голосуванням було обрано прем'єр-міністром Ічкерії, а головою парламенту — Жалаудін Сараляпов. Запровадження посади прем'єра, на думку Закаєва, пояснюється самоусуненням Умарова від виконання обов'язків президента. Керівники емірату, у свою чергу, звинуватили Закаєва в антидержавній діяльності .

## Голови парламенту
- Ахмадов Хусейн Сайдалович (2 листопада 1991 — 17 квітня 1993);
- Сосламбеков Юсуп Еділбекович (2 травня 1993 — 4 червня 1993);
- Ідігов Ах'яд Данілбекович (22 червня 1993 — 17 березня 1997);
- Аліхаджієв Руслан Шамілевич (17 березня 1997 — березень 2000);
- Теміров Іса (травень 2000 — червень 2000);
- Хіряєв Дардаїл Рахімович (червень 2000 — 26 жовтня 2003);
- Бішаєв Селім (жовтень 2003 — грудень 2003);
- Ахматов Ібрагім (грудень 2003 — березень 2005);
- Сараляпов Жалаудін (з березня 2005).